# Jeremy Scott
Jeremy Scott (ur. 1 maja 1981) – amerykański lekkoatleta specjalizujący się w skoku o tyczce, olimpijczyk (2012).

## Osiągnięcia
- złoty medal młodzieżowych mistrzostw NACAC w lekkoatletyce (San Antonio 2002)[2]
- brąz mistrzostw NACAC (San Salvador 2007)[3]
- 9. miejsce podczas mistrzostw świata (Daegu 2011)
- srebrny medal igrzysk panamerykańskich (Guadalajara 2011)
- złoty medalista mistrzostw USA

## Rekordy życiowe
- skok o tyczce (hala) – 5,82 (2009 i 2010)